# (277) Elvira
(277) Elvira és un asteroide pertanyent al cinturó d'asteroides descobert el 3 de maig de 1888 per Auguste Honoré Charlois des de l'observatori de Niça, França.
Està possiblement nomenat així per Elvira, un personatge de les obres d'Alphonse de Lamartine (1790-1869).
Forma part de la família asteroidal de Coronis.